# Lobrathium pustulatum
Lobrathium pustulatum – gatunek chrząszcza z rodziny kusakowatych i podrodziny żarlinków (Paederinae).
Gatunek ten opisany został w 1931 roku przez Malcolma Camerona jako Lathrobium (Lobrathium) pustulatum. Volker Assing dokonał jego redeskrypcji w 2012 roku.
Ciało długości od 7 do 7,5 mm, czarniawe. Głowa mniej więcej tak szeroka jak długa. Czułki brązowe do ciemnobrązowych z ciemniejszym pierwszym członem. Przedplecze 1,25 do 1,3 razy tak długie jak szerokie, punktowane umiarkowanie gęsto i rzadziej niż głowa. Odnóża żółtawe z przyciemnionymi wierzchołkami goleni i ud. Pokrywy ze stosunkowo dużą, żółtą plamą niesięgającą brzegów bocznych ani tylnych; są około 1,05 razy dłuższe i wyraźnie szersze od przedplecza, gęsto i grubo punktowane. Siódmy tergit odwłoka z palisadą włosków na tylnym brzegu. Siódmy sternit samca silnie poprzeczny, ze środkowym wgłębieniem półprzezroczystym z tyłu, a tylną krawędzią szeroko wklęśniętą. Ósmy sternit samca ze środkowym wgłębieniem głębokim, stosunkowo wąskim, a tylnym cięciem wąskim i głębokim. Edeagus długości 1,5 mm. Samica ma spiczasty brzeg tylny ósmego tergitu.
Chrząszcz endemiczny dla Indii, znany wyłącznie z Asamu.